# رعاة أوروبا

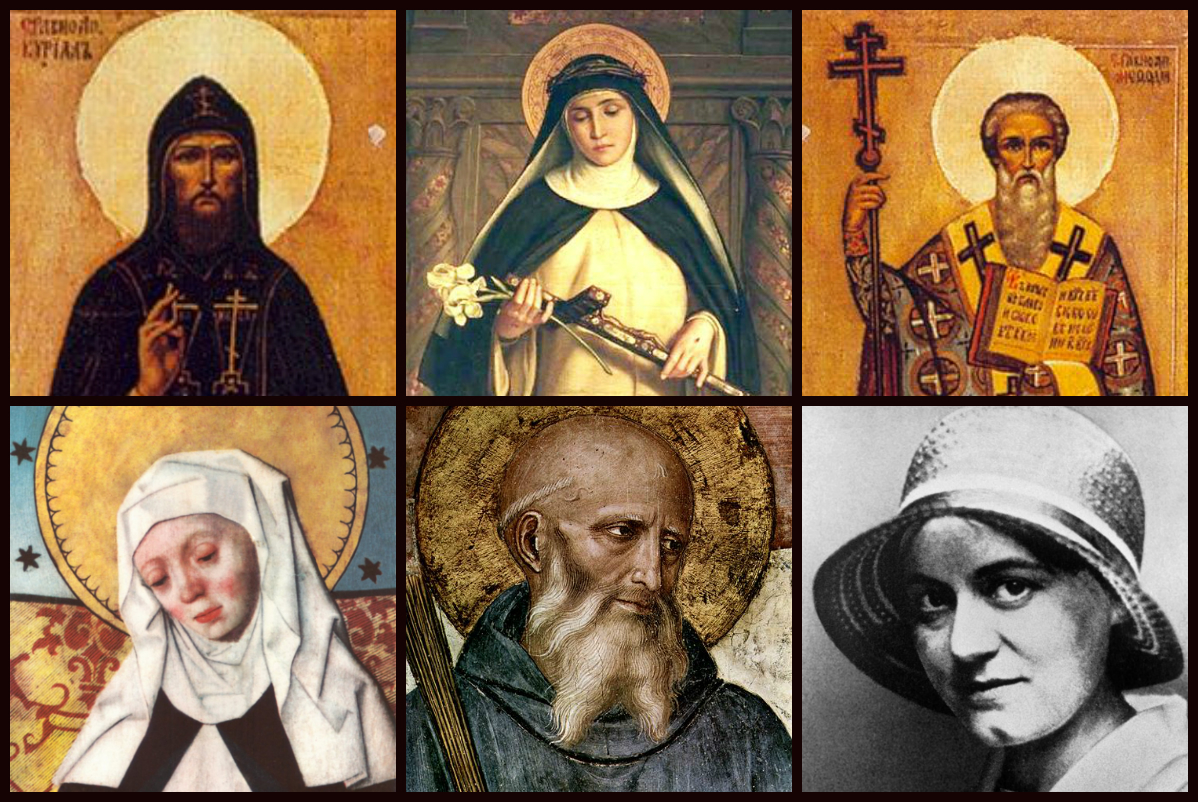
رعاة القارة الأوروبيَّة، باتجاه عقارب الساعة من الأعلى واليسار:ميثوديوس وكاترين السينائيّة وكيرلس؛ وإديث شتاين وبندكت النيرسي وبريجيت من السويد.

بحسب الثقافة الكاثوليكية تملك أوروبا ستة رعاة وهم: ميثوديوس وكاترين السينائيّة وكيرلس؛ وإديث شتاين وبندكت النيرسي وبريجيت من السويد.
أعلن البابا بولس السادس عام 1964 بندكت النيرسي راعي القارة الأوروبيَّة. وأضاف البابا يوحنا بولس الثاني في عام 1980 كل من كيرلس وميثوديوس، وبريجيت من السويد، وكاترين السينائيّة، وإديث شتاين رعاة القارة الأوروبية.
هؤلاء القديسين الست يمثلون الأسس الثقافيَّة المختلفة لأوروبا، والتنوع القومي والروحي والجغرافي لها، وهم يمثلون أوروبا الغربيَّة (بندكت النيرسي وكاترين السينائيّة)، الشرقيَّة (كيرلس وميثوديوس)، الشماليَّة (بريجيت من السويد) والوسطى (إديث شتاين).
في التقويم الليتورجي في أوروبا، يتم الاحتفال بيوم هؤلاء القديسين:
- بندكت النيرسي: (حوالي 480–543) هو قديس مسيحي قامت الكنيسة الرومانية الكاثوليكية بتكريمه كقديس شفيع لأوروبا وللطلاب. قام بينديكت بتأسيس اثنتي عشرة طائفة للرهبان في سوبياكو، إيطاليا (حوالي 40 كم إلى الشرق من روما)، وذلك قبل انتقاله إلى مونتي كاسينو في جبال جنوب إيطاليا. ولا يوجد دليل واضح على اعتزامه تأسيس رهبانية دينية كاثوليكية رومانية. إن نظام القديس بينديكت نظام ذو أصول لاحقة وهو، علاوة على ذلك، ليس «نظامًا» كما يُفهم عادةً ولكنه مجرد اتحاد للأبرشيات المستقلة.[4]
- كيرلس وميثوديوس (باليونانية: Κύριλλος και Μεθόδιος): هما أخوان يونانيان كانا كلاهما أكاديميين ولاهوتيين ولغويين من الطراز الرفيع لعبا دوراً رائداً ورئيسياً في نشر المسيحية بين سلافيي الدانوب، وبفضل تأثيرهما الكبير في التطور الديني والثقافي للشعوب السلافية عامة دعيا بلقب «رسل السلافيين».
- بريجيت من السويد: وتعرف أيضاً بالقديسة بريجيتا، ولدت بتاريخ 1302 أو 1303 في السويد - وتوفيت بتاريخ 23 يوليو/تموز 1373 في روما، كانت بريجيتا ابنة أمير سويدي وأصبحت لاحقا مؤسسة للرهبنة البريجيتية (رهبنة بريجيت). وهي منحدرة من سلالة الملوك القوطيين. تزوجت بأمر من والدها من أولفو أمير نيريسيا في السويد، وأنجبت منه ثمانية أطفال بما فيهم ابنتها كاترين التي أصبحت لاحقا القديسة كاترين من فاديستينا.
- كاترين السينائيّة: (1347- 1380) كانت راهبة دومينيكية. ردّت السلام والوفاق إلى المدن الإيطالية. ودافعت عن حقوق البابوية؛ واعادت البابا من أفينيون إلى روما. سعت إلى توطيد الحياة المسيحية في نفوس المؤمنين. وكتبت، كتب حول التعليم المسيحي. أقامها البابا بولس السادس معلّمة للكنيسة.
- إديت شتاين: (بالألمانية: Edith Stein)، تعرف كذلك باسم القديسة بنديكتا تيريزا للصليب (ولدت 12 تشرين الأول 1891 – 9 آب 1942)، كانت فيلسوفة وراهبة كاثوليكية يهودية الأصل، تعتبرها الكنيسة الكاثوليكية شهيدة وقديسة

## رعاة أوروبا حسب البلد
| دولة            | قديس شفيع |
| --------------- | --- |
| ألبانيا         | مريم العذراء (سيدة الحسنة الطيبة)                                                                                            |
| أندورا          | مريم العذراء (سيدة الميريتشيل) جان دارك يعقوب بن زبدي                                                                        |
| أرمينيا         | غريغوريوس المنور، برثولماوس، تداوس، جرجس                                                                                     |
| النمسا          | القديس يوسف القديس فلوريان ليوبولد الثالث مارغريف النمسا القديس موريس                                                        |
| أذربيجان        | تداوس |
| بيلاروس         | مريم العذراء رئيس الملائكة ميخائيل                                                                                           |
| بلجيكا          | القديس يوسف، جرجس، لوجاردا من تونجرس                                                                                         |
| البوسنة والهرسك | إيليا النبي جرجس |
| بلغاريا         | كيرلس وميثوديوس، يوحنا ريلا، القديس جرجس                                                                                     |
| كرواتيا         | جيروم كيرلس وميثوديوس القديس يوسف مريم العذراء ستيفين الأول ملك المجر لاديسلاف الأول ملك المجر                               |
| قبرص            | برنابا لعازر |
| جمهورية التشيك  | أدالبرت أسقف براغ يوحنا النيبوموكي يسوع طفل براغ كيرلس وميثوديوس بروكوبيوس سيغيسموند فاتسلاف فيتوس لودميلا من بوهيميا        |
| الدنمارك        | أنسغار كانوت الرابع ملك الدنمارك                                                                                             |
| إستونيا         | ألبرت أسقف ريغا جرجس |
| جزر فارو        | الأسقف إرليندور |
| فنلندا          | الأسقف هنريك |
| فرنسا           | دينيس لويس التاسع جان دارك تيريز الطفل يسوع                                                                                  |
| جورجيا          | جرجس القديسة نينو |
| ألمانيا         | رئيس الملائكة ميخائيل القديس جرجس                                                                                            |
| جبل طارق        | يعقوب بن زبدي |
| اليونان         | جرجس أندراوس القديس نقولا بولس الطرسوسي                                                                                      |
| المجر           | ستيفين الأول ملك المجر إليزابيث ملكة المجر أدالبرت أسقف براغ                                                                 |
| آيسلندا         | أنسغار |
| جمهورية أيرلندا | القديس باتريك كولومبا، القديسة بريدجيت                                                                                       |
| إيطاليا         | كاترين السينائيّة فرنسيس الأسيزي جرجس                                                                                         |
| كازاخستان       | مريم العذراء رئيس الملائكة ميخائيل القديس نقولا                                                                              |
| كوسوفو          | القديس نقولا |
| لاتفيا          | يوحنا المعمدان ألبرت أسقف ريغا                                                                                               |
| ليختنشتاين      | تادرس المشرقي تادرس الشطبي                                                                                                   |
| ليتوانيا        | كازيمير جرجس |
| لوكسمبورغ       | القديسة كونيغوندي ويليبروورد                                                                                                 |
| مقدونيا         | كليمنت الأوهريدي، كيرلس وميثوديوس                                                                                            |
| مالطا           | جرجس القديسة أغاثا بيوس الخامس بولس الطرسوسي                                                                                 |
| مولدوفا         | جرجس مريم العذراء (سيدة الحسنة الطيبة)                                                                                       |
| موناكو          | ديفوتا |
| الجبل الأسود    | كيرلس وميثوديوس، جرجس |
| هولندا          | ويليبروورد |
| النرويج         | أولاف الثاني ملك النرويج |
| بولندا          | كازيمير أدالبرت أسقف براغ مريم العذراء (السيدة السوداء من تشيستوكوفا) ستانيسلاوس من كراكوف كيرلس وميثوديوس يوحنا بولس الثاني |
| البرتغال        | أنطونيو من لشبونة فرنسيس بورجيا الملاك جبرائيل مريم العذراء (سيدة فاطمة والحبل بلا دنس) القديس جرجس يعقوب بن زبدي            |
| رومانيا         | يوحنا السوسيفي، أندراوس |
| روسيا           | مريم العذراء [بحاجة لمصدر] باسيليوس قيصرية فلاديمير الأول القديس يوسف جرجس أندراوس                                           |
| سان مارينو      | القديس مارينوس، القديس نقولا                                                                                                 |
| صربيا           | القديس سافا، إسطفانوس، كيرلس وميثوديوس، جرجس                                                                                 |
| سلوفاكيا        | كيرلس وميثوديوس مريم العذراء (سيدة الأحزان) يوحنا النيبوموكي                                                                 |
| سلوفينيا        | كيرلس وميثوديوس مريم العذراء (سيدة الأوجاع)                                                                                  |
| إسبانيا         | يعقوب بن زبدي (بالإسبانية: Santiago)‏ مريم العذراء (الحبل بلا دنس) تريزا الإفيلية                                             |
| السويد          | بريجيت من السويد إريك التاسع ملك السويد                                                                                      |
| سويسرا          | القديس غال، نيكولاس من فلو                                                                                                   |
| تركيا           | يوحنا الإنجيلي |
| أوكرانيا        | أندراوس، فلاديمير الأول |
| المملكة المتحدة | - إنجلترا: القديس جرجس - اسكتلندا: أندراوس - أيرلندا الشمالية: القديس باتريك - ويلز: القديس ديفيد                            |
| الفاتيكان       | القديس بطرس القديس بولس يوحنا بولس الثاني                                                                                    |